# Измайловская Николаевская военная богадельня
Измайловская Николаевская военная богадельня — комплекс зданий и бывшая богадельня в Москве в районе Измайлово. Объект культурного наследия федерального значения.

## История
До 1750-х годов на Измайловском острове находился Государев двор, затем он пришёл в упадок.
Николай I решил создать богадельню ещё в 1814 году во время приезда с армией в Париже. В 1830 году он основал Чесменскую военную богадельню. В 1837 году по решению Николая I здесь началось строительство военной богадельни в честь 25-летия победы в Отечественной войне 1812 года. В 1838 году вышел указ. В течение нескольких лет были сооружены здания богадельни. В 1850 году построены «Бани и прачечные».
В 1852 году по проекту Константина Тона на средства купца Ивана Сорокина возведены чугунные ворота. Ворота внесены в Красную книгу Архнадзора (электронный каталог объектов недвижимого культурного наследия Москвы, находящихся под угрозой), номинация — угроза сноса.
В 1920-е годы в ледниках стали жить люди, а подвал засыпали. С 1920-х годов до 1960-х годов помещения использовали рабочие из Рабочего городка им. Н. Э. Баумана. В начале 1960-х годов рабочих переселили на Парковую улицу. В 1970 году часть здания, освобождённая от рабочих, заняла Реставрационная мастерская Министерства культуры РСФСР. В середине 1970-х годов здесь организованы производственное Объединение «Росреставрация» и проектный институт «Спецпроектреставрация». В 1980 году здание реставрировалось.
В 2007 году здание передано музею-заповеднику (ныне Московский государственный объединённый музей-заповедник).

## Архитектура
Архитектор К. А. Тон. Вид Измайловской Николаевской военной богадельни — прямоугольное каре.
Служебные здания, помещённые на границах государева двора: квартиры для чиновников, цейхгаузы, жилье для служителей, баня, прачечная, конюшня, кузница, лудильня. На севере богадельни построен «Северный жилой дом чиновников». Для чиновников богадельни и инвалидов Отечественной войны. В 1980 году реставрирован по проекту «Росреставрация». В прачечной размещалась сушильня, что было необычным в те годы. В сушильне бельё сушилось за 2 часа. В подвале здания размещалась пневматическая печь, созданная военным инженером Н. А. Аммосовым, также известная как «Аммосовская печь». В качестве топлива использовали: дрова, антрацит. Когда горячий дым выходил из домохода, то он распространялся по каналам и через дымовую трубу выходил наружу. Печь топила: сушильню, 2 солдатских корпуса, офицерский корпус и Покровский собор. «Северный ледник» — один из служебных корпусов. Это было одноэтажное прямоугольное кирпичное здание. Чтобы хранить продовольство, построены 2 ледника. На юге находится одноэтажное кирпичное здание «Конюшни и сараи». На западе построены: «Северная пристройка», «Южный корпус» «Западный корпус». У Задних ворот размещались служебные корпуса: «Кузница и лудильня» и «Каретный сарай». В лудильне происходил ремонт металлической посуды.